# Nobiltà tribale sassone
Per nobiltà tribale sassone (in tedesco Sächsischen Stammesadel) si intendono le famiglie che occuparono posizioni di comando in Sassonia fino alla conquista da parte di Carlo Magno nell'804. Dopo la pace, essi ricevettero posizioni come conti nel sistema feudale franco. Questo gruppo di persone è anche indicato nella ricerca come "Edelfrei" o "Schöffenbarfrei".
Tra le tribù germaniche, la nobiltà si riferiva inizialmente ai contadini ereditari della sua tenuta di famiglia, che differiva dalle altre persone libere in quanto era superiore a loro in termini di potere, proprietà e pretesa di leadership militare e politica. Attraverso il coraggio personale, altri uomini liberi potevano entrare nel seguito di nobili signori. Durante la migrazione dei popoli, la regalità dell'esercito emerse dai signori del seguito, che trasferivano le terre conquistate e le cariche di comando politico-militare ai loro seguaci. Le grandi proprietà terriere acquisite nella conquista delle terre divennero la base economica della posizione politica della nobiltà.
In epoca franca, i nobili saliti al servizio reale si fusero con i resti della nobiltà tribale germanica, cioè anche sassone, per formare la Reichsadel (nobiltà imperiale), che occupava tutte le posizioni di rilievo nell'esercito, nell'amministrazione e nella chiesa. La Reichsaristokratie  (aristocrazia imperiale) del periodo carolingio fu in grado di sviluppare il suo potere nei secoli IX e X e costituì la componente principale della successiva Hochadel (alta nobiltà), da cui emerse lo stato principesco in Germania.